# Touzac (Charente)
Touzac ist eine Ortschaft und eine ehemalige französische Gemeinde mit 381 Einwohnern (Stand 1. Januar 2022) im Département Charente in der Region Nouvelle-Aquitaine (vor 2016 Poitou-Charentes). Sie gehörte zum Arrondissement Cognac und zum Kanton Charente-Champagne. Die Einwohner werden Touzacais genannt.
Mit Wirkung vom 1. Januar 2017 wurden die früheren Gemeinden Malaville, Éraville, Nonaville, Touzac und Viville zu einer Commune nouvelle mit dem Namen Bellevigne zusammengelegt und haben in der neuen Gemeinde den Status einer Commune déléguée inne. Der Verwaltungssitz befindet sich im Ort Malaville.

## Lage
Touzac liegt etwa 25 Kilometer südöstlich von Cognac am Fluss Né.

## Bevölkerungsentwicklung
| Jahr                      | 1962 | 1968 | 1975 | 1982 | 1990 | 1999 | 2006 | 2013 |
| Einwohner                 | 586  | 545  | 527  | 461  | 447  | 459  | 464  | 430  |
| Quelle: Cassini und INSEE |      |      |      |      |      |      |      |      |

## Sehenswürdigkeiten
- Kirche Saint-Pierre-et-Saint-Laurent, von 1622 bis 1656 wieder errichtet, seit 1964 Monument historique
- Haus La Peigerie aus dem Jahre 1566
- Mühle von Puy Mulet aus dem Jahre 1834

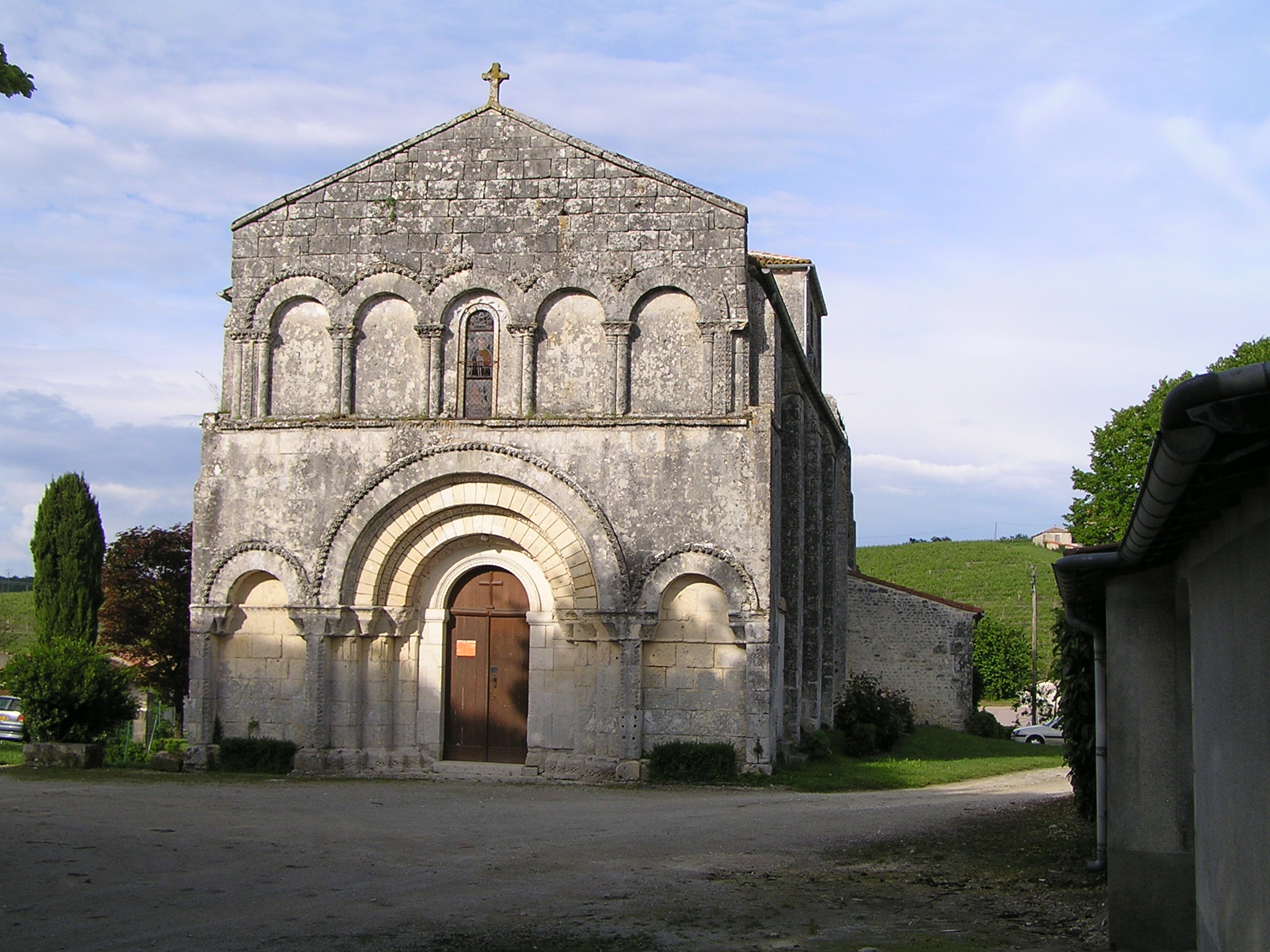
Kirche Saint-Pierre-et-Saint-Laurent

- Gärten von Le Chaigne